# Woodhouséite
La woodhouséite est une espèce minérale appartient au groupe de la beudantite AB3(XO4)(SO4)(OH)6 où A = Ba, Ca, Pb ou Sr, B = Al ou Fe et X = S, As ou P. Les minéraux de ce groupe sont isostructuraux les uns avec les autres ainsi qu'avec les minéraux des groupes de la crandallite et de l'alunite. Ils cristallisent dans le système rhomboédrique de groupe spatial R 3 m et les cristaux sont généralement soit tabulaires en {0001}, soit pseudo-cubiques à pseudo-cuboctaédriques. La woodhouséite doit son nom au professeur Charles Douglas Woodhouse (1888-1975), minéralogiste américain et collectionneur de minéraux de l'Université de Californie à Santa Barbara, aux États-Unis. Les noms kehoéite-quartz, kehoéite-gypse et sphalérite sont des synonymes.

## Environnement
La woodhouséite est un minéral secondaire trouvé là où l'altération des roches encaissantes s'est produite dans les gisements de minerai hydrothermaux et disséminés ; rare dans les dépôts souterrains, formé à partir de guano. À la localité type, on le trouve dans des vacuoles dans des veines de quartz dans un gisement d'andalousite, Al2OSiO4. Il s'agit d'une méta-quartzite précambrienne qui a été envahi par des roches granitiques de la fin du Jurassique. La woodhouséite ne se trouve qu'à proximité des masses de lazulite, MgAl2(PO4)2(OH)2. Les minéraux associés à la localité type comprennent la topaze, Al2SiO4F2, le quartz, SiO2, l'augelite, Al2PO4(OH)3, la lazulite, MgAl2(PO4)2(OH)2, la tourmaline, la barytine, BaSO4, la muscovite, KAl2(Si3Al)O10(OH)2 et la pyrophyllite, Al2Si4O10(OH)2, qui se sont tous formés avant la woodhouséite, qui est un minéral à formation tardive.

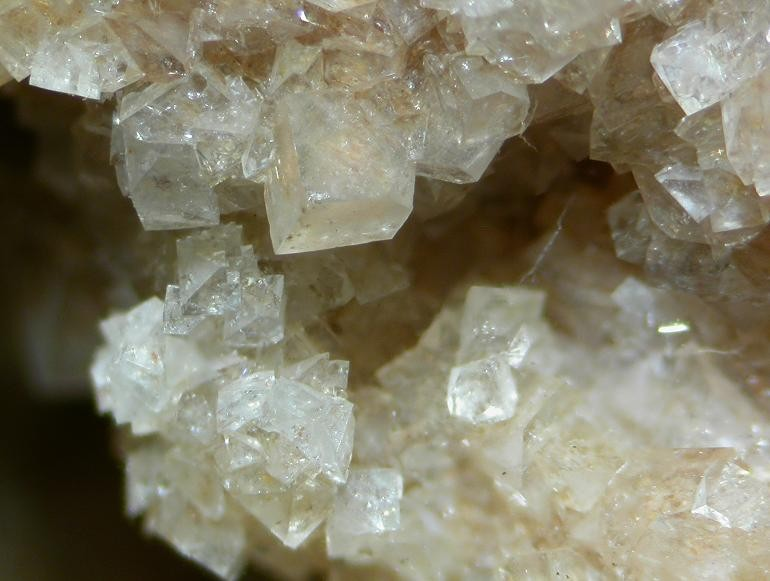
Vue rapprochée de Woodhouséite de la mine Champion en Californie, sa localité type. Largeur de vue : 5 mm.

## Gisements
La localité type de la woodhouséite est la mine Champion, au pied du Pic White Mountain, dans le massif White Mountains, comté de Mono, Californie, États-Unis. Il s'agit d'une ancienne mine de sillimanite située près de Laws. La minéralisation est un gisement métamorphique de sillimanite encaissé dans du quartzite.

## Structure
Le minéral est de groupe d'espace : R 3 2/m avec comme paramètres de maille : a = 6,993 Å, c = 16,386 Å, Z = 3.